# Emmanuel Niyonkuru
Emmanuel Niyonkuru (* 20. Juli 1962 in Rutegama; † 1. Januar 2017 in Bujumbura) war ein burundischer Bankmanager und Politiker.

## Biografie
Emmanuel Niyonkuru studierte von 1987 bis 1991 an der Universität von Burundi an der Fakultät für Wirtschaft und Verwaltung, wo er einen Abschluss in Wirtschaftspolitik erhielt. Von Januar 1992 bis August 2015 war er für die Banque de la république du Burundi (BRB) tätig und war dort zuletzt Vizedirektor. Während seiner Tätigkeit für die Bank war er Mitglied des Ausschusses für Währungspolitik der BRB und Mitglied des nationalen Ausschusses für Entwicklung der nationalen Wirtschaft. Niyonkuru gehörte zu einer Gruppe von Vertretern Burundis, die an der Verwirklichung der ostafrikanischen Währungsunion (EAMU) arbeiteten.
Für den Wahlbezirk Muramvya wurde er als Senator für die Legislaturperiode 2015 bis 2020 gewählt. Am 24. August 2015 wurde er Minister für Wasser, Umwelt, Raum- und Stadtplanung. Darüber hinaus war Niyonkuru Vorsitzender der Ministerkonferenz der Nil-Anrainerstaaten (NELCOM) und Vorsitzender der Ministerkonferenz für Forstwirtschaft in Zentralafrika (COMIFAC).
Niyonkuru gehörte  der Minderheit der Tutsi an. Er war verheiratet und hatte drei Kinder.
Niyonkuru wurde im Alter von 54 Jahren bei einem Attentat erschossen.